# コケタンポポ属
コケタンポポ属（コケタンポポぞく、学名：Solenogyne）は、キク科の属の1つ。小型の多年生草本。

## 特徴
本属に属する種のうち、コケタンポポ S. mikadoi は日本の琉球列島に、他の3種はオーストラリア東部に隔離分布している。また、前者は河川の渓流沿いに生育する渓流植物であるのに対し、後者は草原や疎林の林床に生育する等、生育環境にも違いが見られる。
矮小な植物で、葉はロゼット状の根出葉。花は頭状花序で、1つの頭花をつけ、小花には、2～4列の舌状花と筒状花をもつ。舌状花は花冠が筒状で雌姓、筒状花は両性花であるが、実際は雌しべは不稔である。果実は冠毛の無い痩果。

## コケタンポポ属の種
- Solenogyne bellioides Cass.[1]
- Solenogyne dominii L.G.Adams[1]
- Solenogyne gunnii (Hook.f.) Cabrera[1]
- Solenogyne mikadoi  (Koidz.) Koidz. コケタンポポ[5][6][7][8][注 1]